# Pennaria disticha
Pennaria disticha is een hydroïdpoliep uit de familie Pennariidae. De poliep komt uit het geslacht Pennaria. Pennaria disticha werd in 1820 voor het eerst wetenschappelijk beschreven door Goldfuss. 